# انوشيما (شينغو)
اينوشيما هي جزيرة تقع في مقاطعة شينغو،اليابان.